# 中村彝

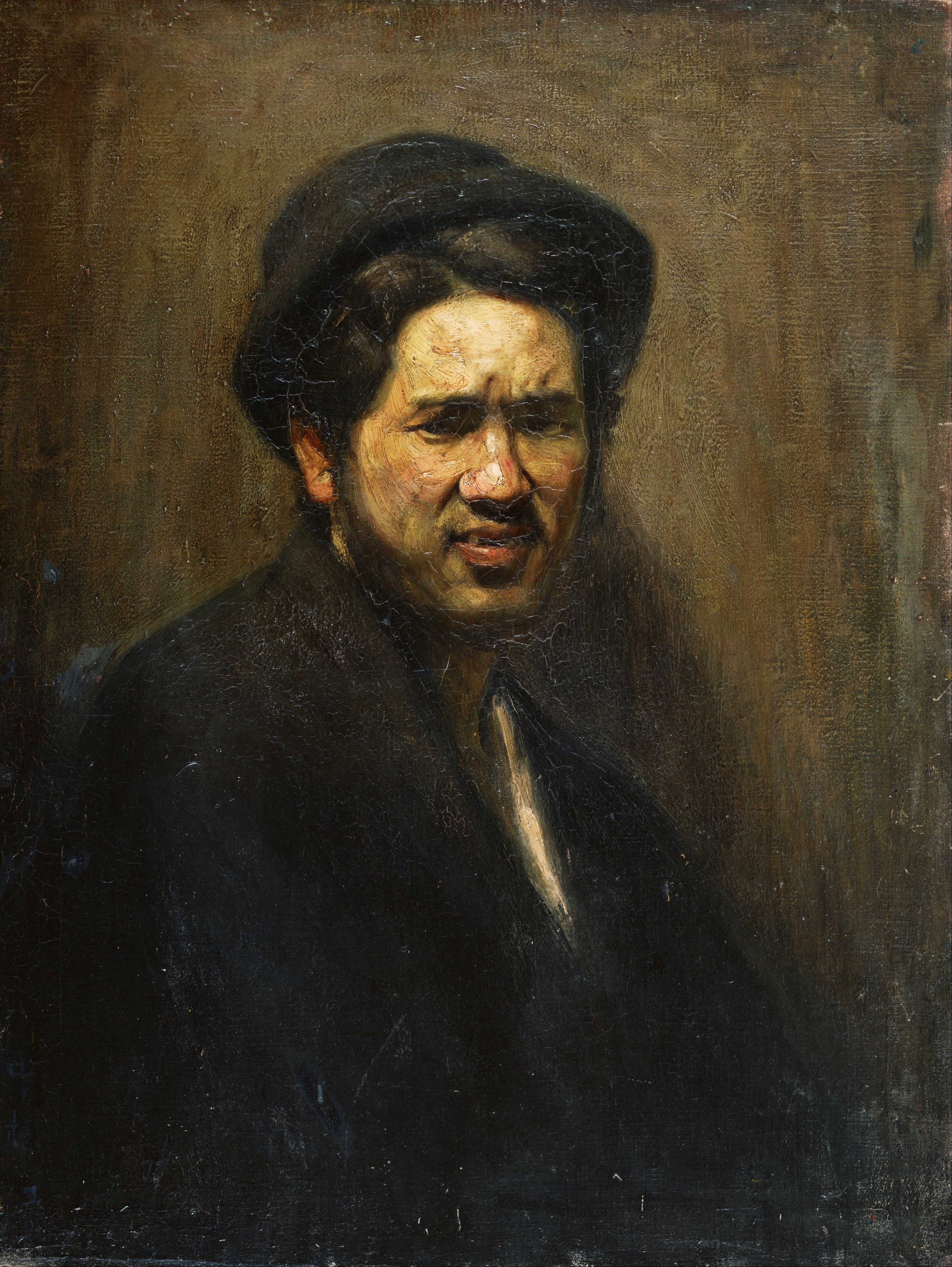
自画像（1909年）

中村 彝（なかむら つね、1887年〈明治20年〉7月3日 - 1924年〈大正13年〉12月24日）は、明治の終わりから大正期の洋画家。

## 年譜
- 1887年（明治20年）、茨城県千波村（現在の水戸市）に生まれる。男3人女2人の5人兄弟の末子であったが、兄2人と姉1人は彝が10代の時に相次いで亡くなる。父は彝が生まれた翌年に没しており、母も彝が11歳（満年齢、以下同）の時に没した。軍人の兄を頼って上京し早稲田中学校に進むが、自身も軍人を目指すべく名古屋陸軍地方幼年学校に転じるため中退する。
- 1904年（明治37年）、祖母が死に、唯一生き残った2番目の姉が嫁いでからは天涯孤独の身となり、一人暮らしを余儀なくされる。彝自身も結核を病み、療養のため学校（陸軍中央幼年学校）を中退した。
- 1905年（明治38年）、18歳の時に転地療養のため千葉県北条湊（現在の館山市）に赴き、彝はこの地で水彩スケッチを始めた。翌年から白馬会研究所、次いで太平洋画会研究所で洋画の勉強をするが、その間にも千葉県などへ転地療養を繰り返している。
- 1909年（明治42年）第3回文展に初入選。
- 1910年（明治43年）には第4回文展で『海辺の村』が3等賞となり、この作品は実業家の今村繁三が購入する。
- 1911年（明治44年）、新宿・中村屋の主人・相馬愛蔵夫妻の厚意で、中村屋の裏にある画室に住むことになる。相馬夫妻は、彫刻家・荻原碌山（おぎわらろくざん）や中原悌二郎をはじめ多くの芸術家を支援していた。

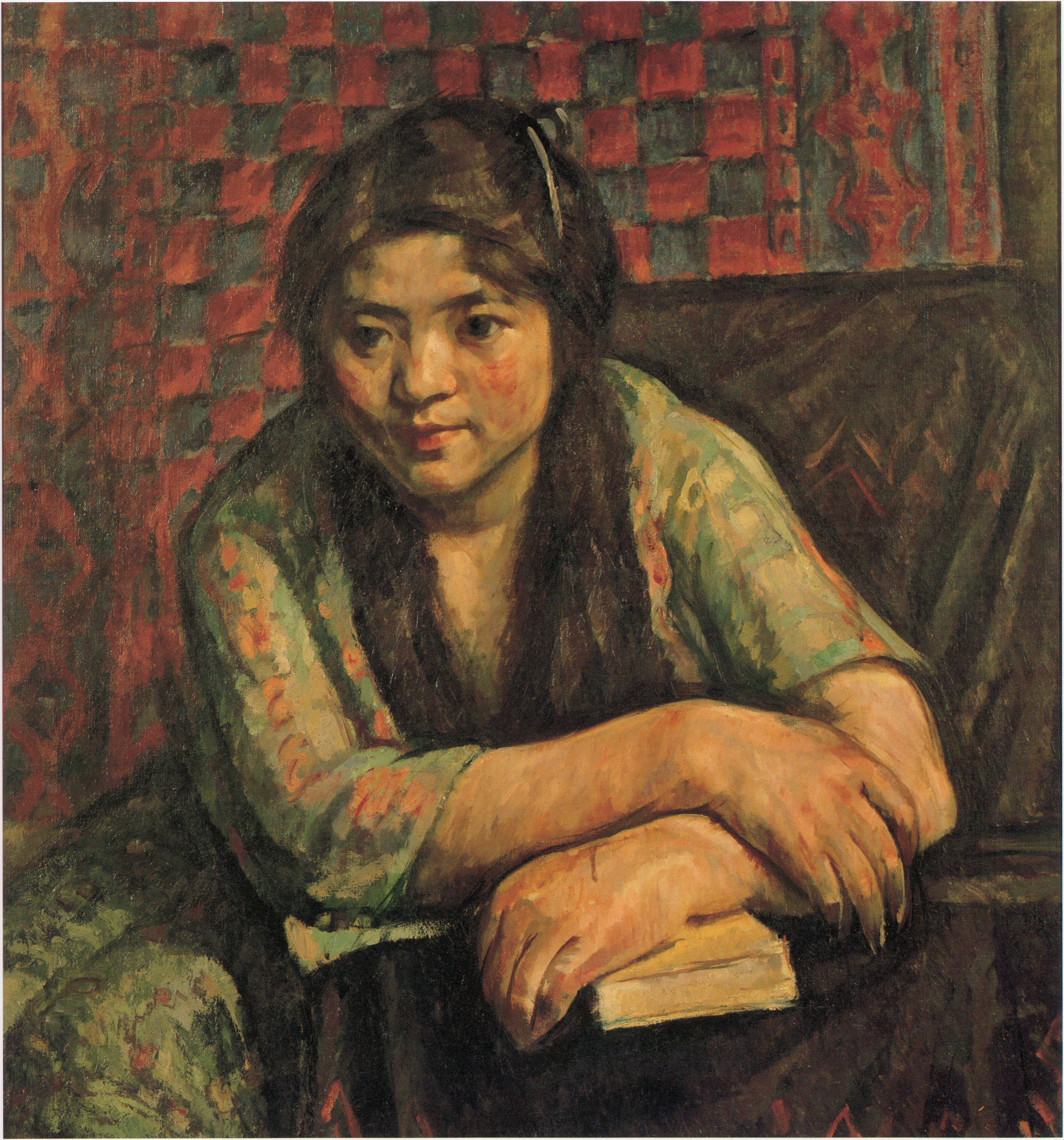
「小女」1914(相馬俊子モデル)。文展の三等賞入賞作品

- 1913年（大正2年）～1914年（大正3年）にかけての彝の作品には相馬家の長女・俊子をモデルにした裸婦像が数点あり、2人の親密な関係が伺われる。彝は、俊子に求婚するが結核を理由に反対され、この失恋が元で煩悶することになる。
- 1916年 新宿区下落合にアトリエを構える。以後、彝は亡くなるまでこのアトリエでの創作を行う。
- 1920年（大正9年）には前述の今村繁三邸でルノワールの作品を実見し、また院展の特別展示でルノワールやロダンの作品を見て強い感銘を受けた。彝の代表作とされる『エロシェンコ像』はこの年に制作されたもので、ルノワールの影響が感じられる。ワシーリー・エロシェンコ（1890年 - 1952年）はアジア各地を放浪していたロシア人の盲目の詩人で、先述の新宿・中村屋の世話になっていた。
- 1921年（大正10年）には病状が悪化し、同年7月には遺書を認めている。彝は1921年（大正10年）から翌年にかけては病臥の生活で、ほとんど作品を残していない。
- 1924年（大正13年）、37歳で死去。死の直前の1923年（大正12年）～1924年（大正13年）に描かれた『頭蓋骨を持てる自画像』は、若い頃の彝の自画像とは別人のように頬がこけ、眼の落ち窪んだ相貌になっているが、その表情には苦行僧か聖人のような澄みきった境地が感じ取れる。絶筆は花を生けた花瓶を描いた『静物』（未完）。墓所は水戸市祇園寺。

## 主な作品

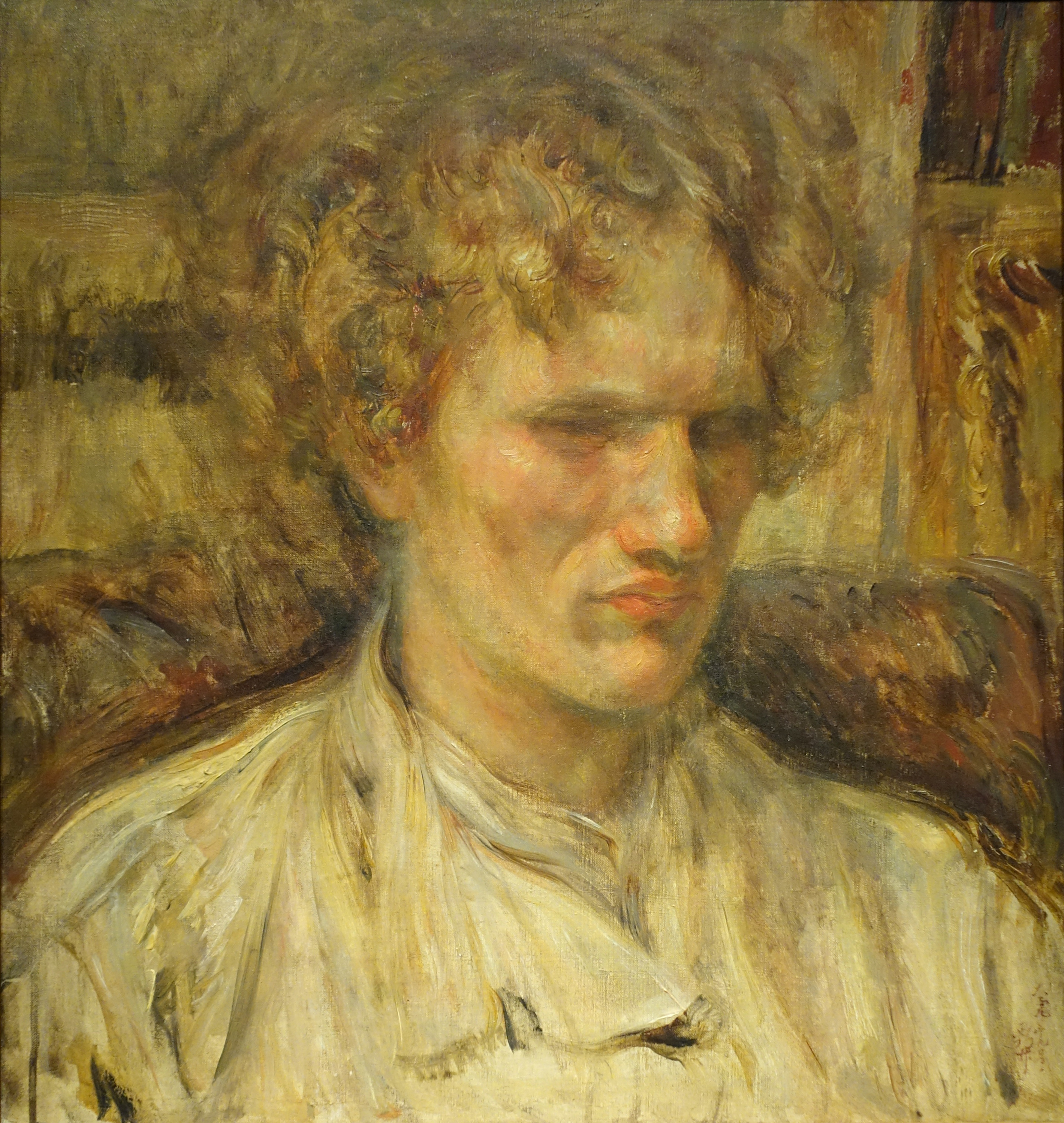
エロシェンコ像（1920年）

- 帽子を被る自画像（1910）（ブリヂストン美術館）
- 少女裸像 - ウェイバックマシン（2014年5月22日アーカイブ分）（1914）（愛知県美術館）
- 帽子を被る少女（1915）（田辺市立美術館）
- 裸体（1916）（茨城県近代美術館）
- エロシェンコ像（1920）（東京国立近代美術館）（重要文化財）
- カルピスの包み紙のある静物（1923）（茨城県近代美術館）
- 頭蓋骨を持てる自画像（1923）（大原美術館）

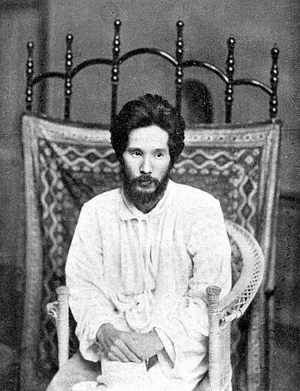
中村彝

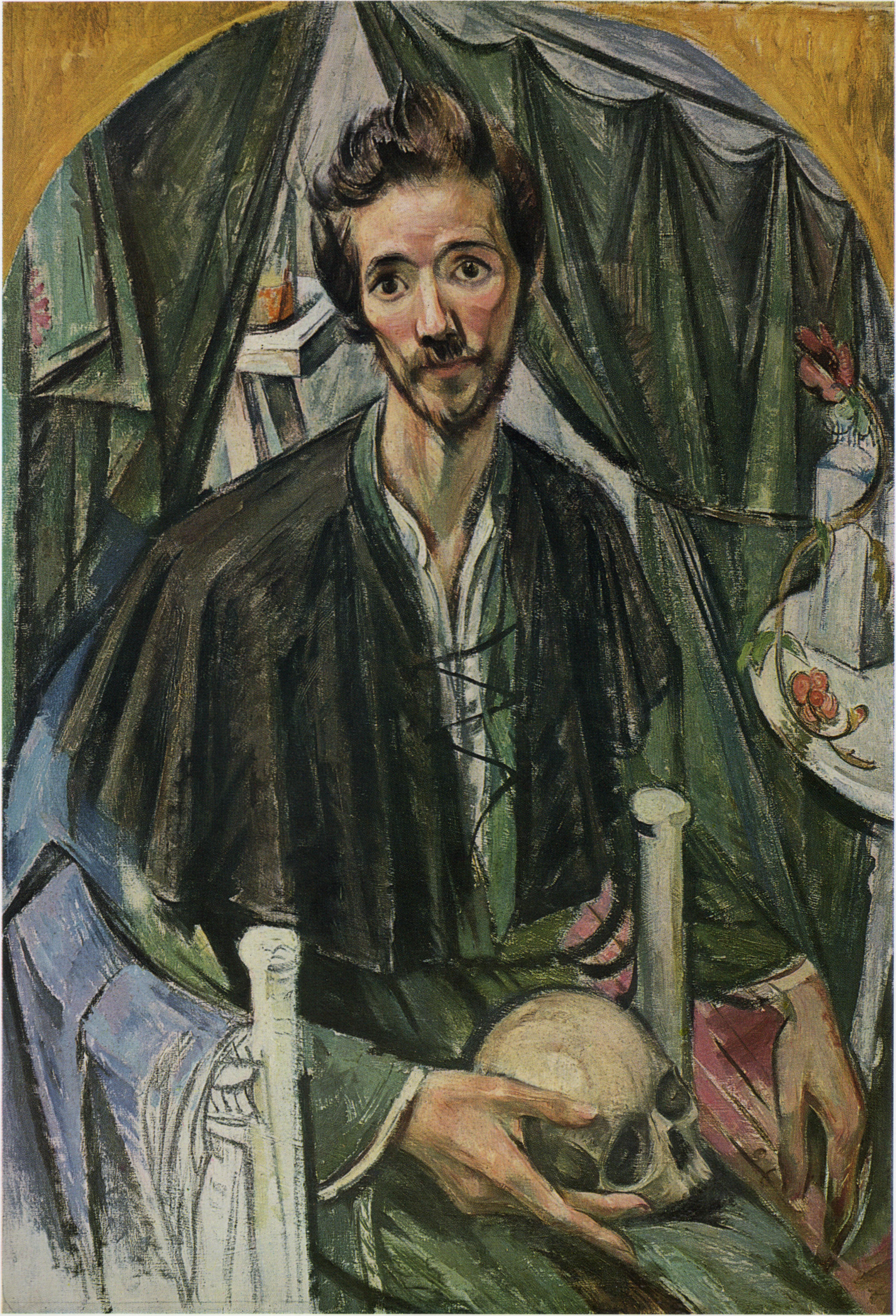
頭蓋骨を持てる自画像

## 記念施設

### 中村彝アトリエ
1988年、茨城県近代美術館敷地内に下落合にあった中村のアトリエを新築復元した「中村彝アトリエ」が創設された。
なお、1968年（昭和43年）にザ・ヒロサワ・シティ会館（水戸市千波町）入口に有志らで組織する中村彝会が「中村彝君像」（堀進二作）を建立したが、2025年（令和7年）1月6日に県近代美術館敷地内の「中村彝アトリエ」近くに移設されることとなった。

### 中村彝アトリエ記念館
2013年（平成25年）新宿区下落合に残るアトリエ跡が復元され、「新宿区立中村彝アトリエ記念館」としてオープンした。

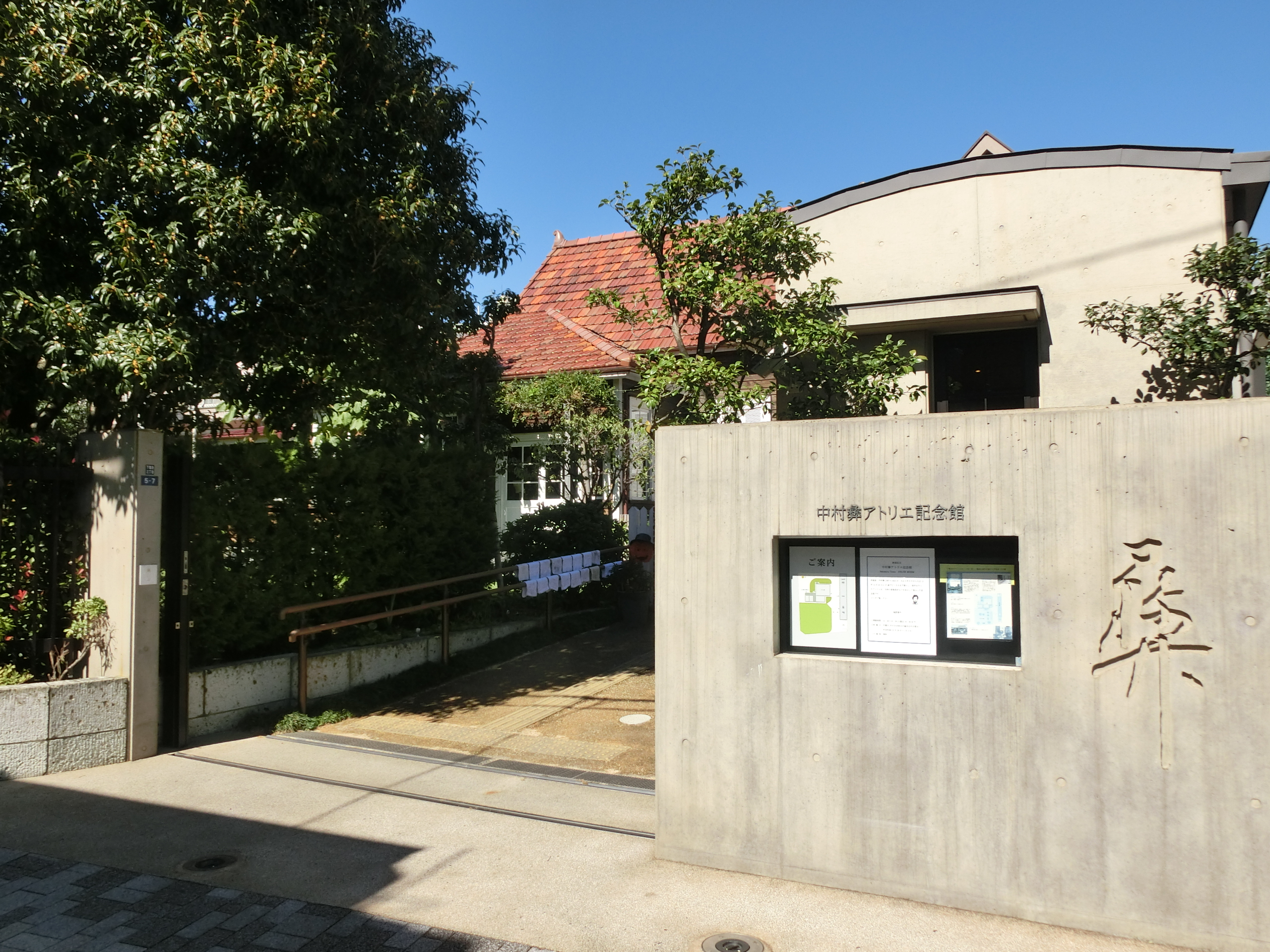
[https://www.regasu-shinjuku.or.jp/rekihaku/tsune/40357/?doing_wp_cron=1584472698.2187709808349609375000 新宿区立中村彝アトリエ記念館

## 中村彝賞
1989年(平成元年)中村彝賞が中村彝会（弟子であった鈴木良三会長）によって創設され、第1回賞贈呈式が2月2日新宿中村屋で行われた(受賞者は佐竹徳)。同賞は、60歳以上の優れた具象画家を対象に年1回選考される。

## 関連文献
- 『芸術の無限感 感想及書簡集』岩波書店 1926／中央公論美術出版 1989 - 著作
- 鈴木良三『中村彝の周辺』中央公論美術出版 1978 - 回想
- 鈴木秀枝『中村彝』木耳社 1978 - 評伝
- 米倉守『中村彝 運命の図像』日動出版部 1983 - 評伝
- 梶山公平『夭折の画家 中村彝』学陽書房 1988 - 評伝
- 『中村彝作品集』中村彝作品集刊行会 1926 - 以下は画集
- 『中村彝画集』アトリヱ社 1927
- 『日本の名画 37 中村彝』鈴木秀枝編・解説 講談社 1972
- 『現代日本美術全集 17 中村彝　須田国太郎』三木多聞・岡部三郎解説 集英社 1973、新版1979
- 『中村彝画集』日動出版部 1984 - 大著
- 『アサヒグラフ別冊　美術特集日本編63　中村彝』朝日新聞社 1990
- 舟木力英『中村彝の芸術』上・下、筑波書林「ふるさと文庫」1991
- 『新潮日本美術文庫 中村彝』新潮社 1997
- C.チェンニーニ『芸術の書 絵画技法論』、藤井久栄共訳 中央公論美術出版 1964、新版1985